# Molly Nilsson

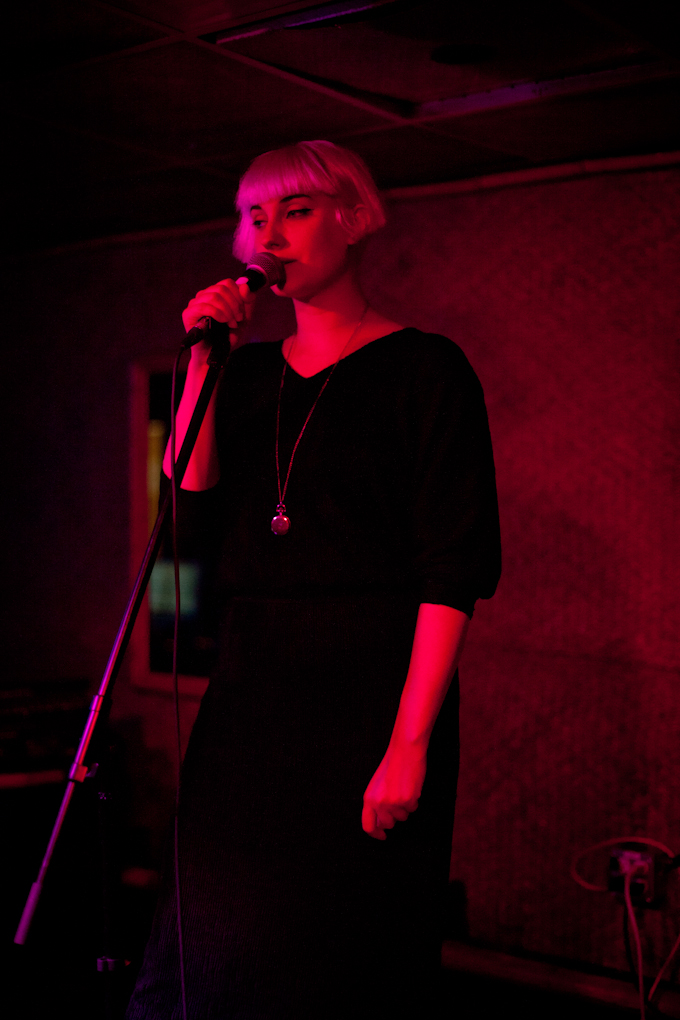
Molly Nilsson 2012 in Kanada

Molly Nilsson (geb. 14. Dezember 1984 in Stockholm, Schweden) ist eine in Berlin lebende schwedische Songwriterin, Sängerin, Musikerin und Labelbetreiberin, die ihre Musik weitestgehend eigenständig produziert, gestaltet und vermarktet. Der internationale Erfolg der Synthie-Pop- und Dark-Wave-Künstlerin gilt mitunter als Internetphänomen.

## Leben und Wirken
Nilsson wuchs in Stockholm als Tochter einer Innenarchitektin und eines Graphikers auf. Sie zog im Alter von 19 Jahren nach Berlin, wo sie in der Techno-Diskothek Berghain an der Garderobe arbeitete und eine Karriere als Comiczeichnerin anstrebte.
Zum Ende der 2000er-Jahre begann sie mit ersten Musikaufnahmen. Ihr Interesse an eigenen Musikproduktionen wurde durch das Spielen auf dem Keyboard ihrer damaligen Mitbewohnerin geweckt. Das 2008 veröffentlichte Debütalbum These Things Take Time erschien mit einer Erstauflage von 500 Exemplaren. Das Album wurde von Nilsson selbst auf CD-R gebrannt und mit einem von Hand nummerierten und selbst gestalteten Booklet versehen. These Things Take Time erschien über Nilssons eigenes Label Dark Skies Association, welches sie zu diesem Anlass gründete.
Es folgten annähernd jährlich neue Alben, diverse Musikvideos und weltweite Auftritte, welche Nilsson insbesondere in der Dark-Wave-Szene populär machten. Gelegentlich wird ihre globale Popularität als Internetphänomen wahrgenommen. In den ersten Jahren ihrer Aktivität verweigerte Nilsson Interviews sowie Stellungnahmen und beschränkte sich auf ihre Musik, deren Gestaltung und Präsentation. Songwriting, Aufnahme, Gestaltung, Produktion bis hin zum Videodreh und Konzert- und Tourbuchungen blieb dabei in ihrer Hand. Ihre Auftritte gestaltet sie ohne Begleitband, anstelle von Instrumenten singt sie zu einem von CD gespielten Teilplayback.
Durch eine Coverversion ihres Stücks Hey Moon!, die John Maus 2011 auf We Must Become the Pitiless Censors of Ourselves veröffentlichte, wurde Nilsson in den Vereinigten Staaten populär. Noch im Dezember des gleichen Jahres bestritt Nilsson eine einmonatige Tournee durch die USA. Zur Veröffentlichung ihres sechsten Albums Zenith 2015 begann Nilsson eine Zusammenarbeit mit dem Label Night School Records, welches Zenith gemeinsam mit Dark Skies Association herausgab und darauf folgend diverse Wiederveröffentlichungen aus Nilssons Diskografie kooperativ produzierte.
Nachdem sich John Maus am Sturm auf das Kapitol in Washington 2021 beteiligt hatte, veröffentlichte Nilsson das Stück Hey Moon! als Musikdownload und Vinyl-Single. Den gesamten Erlös der Veröffentlichung spendete Nilsson, die sich selbst als lebenslange Unterstützerin der Antifa bezeichnete, Black Lives Matter.
Ihr 2024er Album Un-American Activities entstand bei einem dreimonatigen Aufenthalt als Artist in Residence im deutschen Kulturinstitut Villa Aurora in Kalifornien. Nilsson beschreibt es als Konzeptalbum, das die Geschichte der ehemaligen Hausherrin Marta Feuchtwanger aufnimmt, die als Exilantin mit ihrem Mann Lion Feuchtwanger aus Nazi-Deutschland über Frankreich in die USA floh und einerseits zum Mittelpunkt einer kulturell blühenden Emigrantenszene wurde und andererseits unter der erneuten Unterdrückung litt, als Lion und sie in der McCarthy-Ära als vermeintliche Kommunisten durch das House Committee on Un-American Activities angeklagt wurden.

## Do-it-Yourself-Ethos
Zur Veröffentlichung des Debütalbums gründete Nilsson das Indie-Label Dark Skies Association, über welches ihre Musik fortan erschien. Solange Nilsson selbst als Musikerin über das Label veröffentlichte, wollte sie keine anderen Künstler unter Vertrag nehmen. Zum Teil erschien ihre Musik in Kooperation mit dem schottischen Label Night School Records. Obwohl Nilsson Wert auf eine möglichst umfangreiche Kontrolle über ihr Werk legt, kooperiert sie gelegentlich mit derartigen Partnern in unterschiedlichen Bereichen. Allerdings geht Nilsson nur Kooperationen bei absoluter künstlerischer Freiheit und Kontrolle ein. Häufig wird sie mit diesem Do-it-yourself-Ethos assoziiert sowie mit daran ausgerichteten Bezeichnungen wie „DIY queen“, „DIY goddess“ und „DIY-diva“ versehen. Auch in Besprechungen und Interviews wird ihre Eigenständigkeit regelmäßig hervorgehoben.

„Ihre Karriere nahm sie von Beginn an selbst in die Hand. Von Label, über Booking, bis zu Videoclips und Aufnahme: Sie holt sich zwar Unterstützung, aber am Ende hat Frau Nilsson die Hosen an.“

Obwohl es häufig so eingeordnet wird, betrachtet Nilsson ihr künstlerisches Werk und die Art der Produktion und Veröffentlichung nicht als Produkt oder Ausdruck einer feministischen oder DIY-spezifischen Haltung, sondern als Teil ihres Lebens und ihrer Persönlichkeit, den sie nicht bereit sei, von dritten bestimmen zu lassen. So sei ihre Entscheidung die Kontrolle über ihr Werk zu behalten, eine Entscheidung gegen die kommerzielle Verwertung ihrer Persönlichkeit als Teil ihres Schaffens.

## Stil
Sowohl Nilssons grafischer als auch ihr musikalischer und lyrischer Stil sind durch einen andauernden ironisierenden Minimalismus gekennzeichnet. Dabei setzt sie inhaltlich aufgeladene Symbole in einen neuen Kontext oder spielt mit den Bedeutungsebenen der von ihr genutzten Elemente.

### Gestaltung

Nilssons Alben sind minimalistisch gestaltet. So nutzte sie einen Mühle-Spielplan als Cover-Motiv für das Album Europa.

Auf grafischer Ebene bleiben die Veröffentlichungen meist Schwarz-weiß mit einfachen Formen. Eine Ausnahme stellt die EP Sólo Paraíso – The Summer Songs EP dar. Diese wurde mit einem Aquarell einer schemenhaften schwarzen Katze auf weißem Grund gestaltet, wodurch Grauabstufungen vorhanden sind. Das Debüt These Things Take Time illustrierte sie mit einem Tangram-Quadrat, Europa mit einem Mühle-Spielplan und die Single Sex mit einem Yin-Yang-Symbol.
Für Dark Skies Associates nutzt sie den Sternenkranz der Europaflagge als Label-Logo. Auf Tonträgern wird dies ebenfalls in Schwarz-weiß, und in der unteren Kreishälfte durch den Namen des Labels durchquert, dargestellt. Dabei beschreibt sie diesen Umgang mit bestehenden und inhaltlich aufgeladenen Symbolen am Beispiel der Flagge als Teil ihrer kreativen Herangehensweise.

„Ich mag es, Bilder und Symbole, die inhaltlich stark aufgeladen sind, in andere Kontexte zu setzen. Dann sieht man, was sie ohne diesen bedeuten. Die Idee der EU – und damit meine ich das vereinte und friedliche Europa und nicht so manche politische Realitäten – ist etwas Schönes, Visionäres. Die einfache Botschaft, zusammenzuarbeiten statt sich im Wettbewerb oder in Kriegen zu bekämpfen.“

### Musik
Die von Nilsson präsentierte Musik wird als minimalistischer Synthie-Pop und Dark Wave in einer Rückbesinnung auf die entsprechende Musik der 1980er-Jahre kategorisiert. Die Musik setzt sich aus einfachen Keyboardarrangements und programmierten Rhythmen zusammen. Entsprechend gilt der Synthesizer als ein den Klang ihrer Musik bestimmendes Instrument. Trotz des anhaltenden Rekurs auf den Synthie-Pop der 1980er-Jahre greift Nilsson weitere Einflüsse wie Calypso- oder Tangorhythmen auf. Die elektronischen Beats werden derweil als billig und schräg umschrieben. Zu dieser einfach gehaltenen Musik singt Nilsson mit einer an die Tenorlage heranreichenden Alt-Stimme, welche häufig mit jener von Nico verglichen wird. Einen gelegentlich unterstellten Einfluss durch die deutsche Sängerin negiert Nilsson jedoch. Nilssons Stimme ebenso wie der Gesamtklang ihrer Musik wird als kühl, reserviert und unnahbar aufgefasst.

### Texte
Lyrisch nutzt Nilsson häufig schwarzen Humor. Freude und Trauer stünden dabei in stetiger Interaktion. So wird das Stücke I hope you die als ein morbides Lied über Hingabe beschrieben. Hinzukommend übt Nilsson mit Liedern wie Let’s talk about privileges oder Money never sleeps gelegentlich Sozialkritik. Selbst beschreibt sie ihre Texte als sehr persönlich, zum Teil empfinde sie diese als peinlich, misst ihrer Interpretation und Intention allerdings keine Bedeutung für die Rezeption zu. Es sei ihrer Auffassung nach nicht bedeutsam „wenn jeder sein eigenes Lied hört.“

## Diskografie
- 2008: These Things Take Time (Album, Dark Skies Association)
- 2009: Europa (Album, Dark Skies Association)
- 2010: Follow the Light (Album, Dark Skies Association)
- 2010: Silver (Kompilation, Dark Skies Association)
- 2011: History (Album, Dark Skies Association)
- 2013: The Travels (Album, Dark Skies Association)
- 2014: Ex (Single, Dark Skies Association)
- 2014: Sólo Paraíso – The Summer Songs EP (EP, Dark Skies Association)
- 2015: Zenith (Album, Dark Skies Association, Night School Records)
- 2017: Single (Single, Dark Skies Association, Night School Records)
- 2017: Imaginations (Album, Dark Skies Association, Night School Records)
- 2018: 2020 (Album, Dark Skies Association, Night School Records)
- 2021: Hey Moon! (Single, Dark Skies Association, Night School Records)
- 2022: Extreme (Album, Dark Skies Association)
- 2024: Un-American Activities (Album, Dark Skies Association, Night School Records)